# Сельское поселение Красные Дома
Сельское поселение Красные Дома — муниципальное образование в Елховском районе Самарской области.
Административный центр — село Красные Дома.

## Административное устройство
В состав сельского поселения Красные Дома входят:
- село Красные Дома,
- село Вязовка,
- посёлок Подсолнечный,
- посёлок Стрела,
- посёлок Чесноковка,
- деревня Березовка,
- деревня Большая Фёдоровка,
- деревня Константиновка,
- деревня Мордвинка,
- деревня Павловка,
- деревня Сосновка,
- деревня Шабановка.